# Francis Octavius Grenfell
Francis Octavius Grenfell (Surrey, 4 settembre 1880 – Hooge, 24 maggio 1915) è stato un militare inglese insignito con la Victoria Cross, l'onorificenza più alta e prestigiosa per il valore di fronte al nemico che può essere concessa alle forze britanniche e del Commonwealth.

## Biografia
Era nato il 4 settembre 1880 da Sofia e Pascoe Du Pré Grenfell: era uno dei quindici figli della coppia. Aveva un fratello gemello, Riversdale Grenfell, anch'egli nel the 9th Lancers e che sarebbe caduto combattendo nel settembre del 1914, pochi mesi dopo il gemello. Il nonno materno era l'ammiraglio John Pascoe Grenfell e tra i suoi parenti stretti c'erano lo zio il maresciallo Francis Grenfell, I barone Grenfell. Un fratello maggiore, il tenente Robert Septimus Grenfell, del 21st Lancers, era stato ucciso in una carica di cavalleria durante la battaglia di Omdurman nel 1898. Altri tre fratelli, Cecil Grenfell, Howard Maxwell Grenfell e Arthur Morton Grenfell raggiunsero tutti il grado di tenente colonnello dell'esercito britannico. Un cugino, il tenente Claude George Grenfell era stato ucciso nella battaglia di Spion Kop durante la guerra anglo-boera e due altri cugini, Julian Grenfell il poeta, e suo fratello, Gerald William Grenfell, sarebbero anch'essi stati uccisi nella Prima Guerra Mondiale.
Dopo aver rappresentato Eton sui campi di cricket, Grenfell si era arruolato nell'esercito nel 1900 e aveva subito primo servito durante la Seconda guerra boera nel King's Royal Rifle Corps.

## Prima Guerra Mondiale

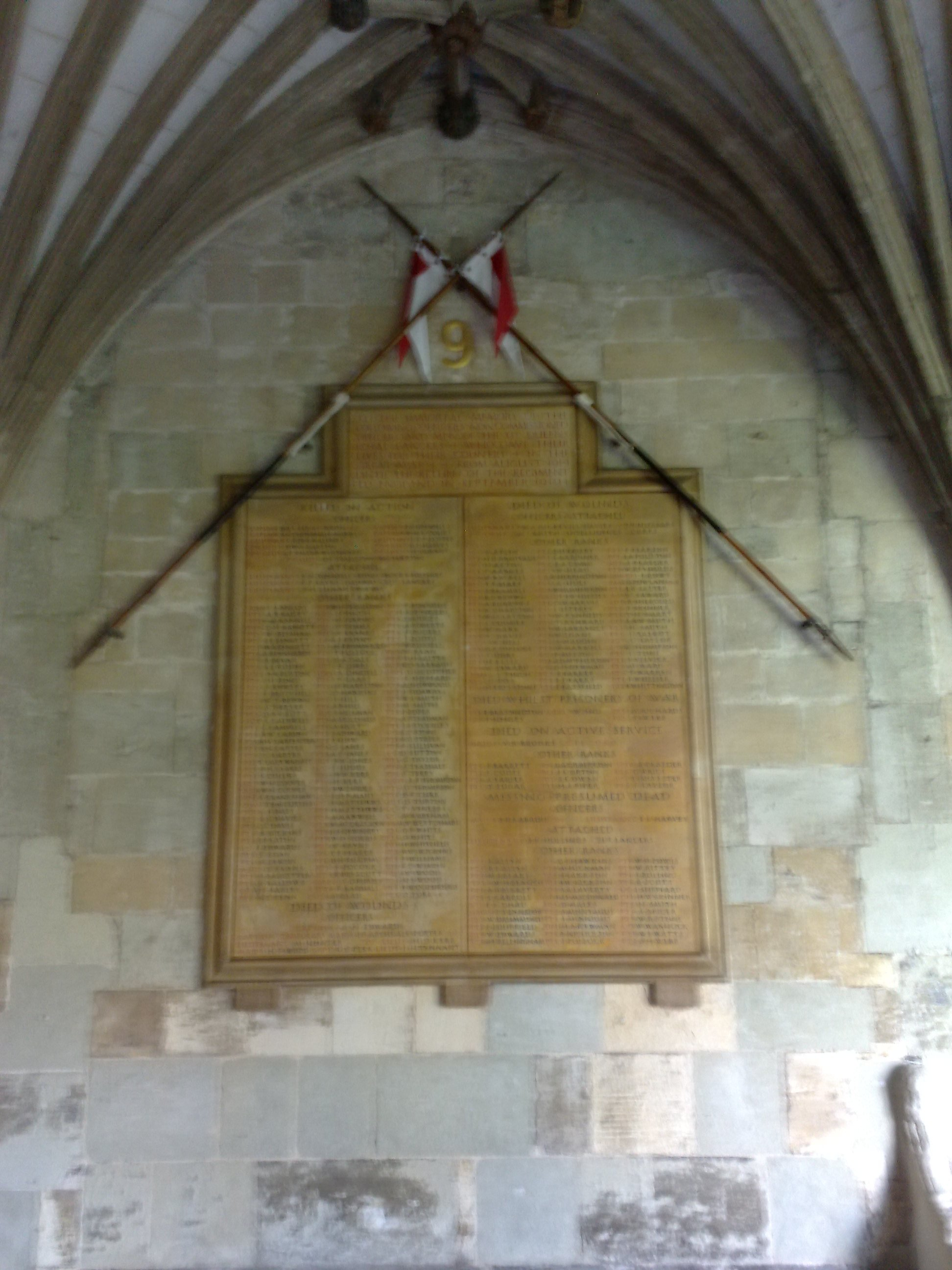
Lapide commemorativa nel chiostro della Cattedrale di Canterbury agli ufficiali ed uomini del 9th Lancers caduti nella Grande Guerra.

Grenfell aveva 33 anni ed era capitano nel 9th Queen's Royal Lancers durante la prima guerra mondiale, quando con il suo valore guadagnò l'alta onorificenza
Il 24 agosto 1914 a Audregnies, in Belgio, il capitano Grenfell si spingeva con il reggimento in una carica contro un grande corpo di fanteria tedesca intatta. Le perdite sono state molto pesanti e il capitano è rimasto vivo diventando l'ufficiale più anziano. Stava guidando parte del reggimento dietro un terrapieno della ferrovia quando è stato colpito due volte e gravemente ferito. A dispetto delle sue ferite, tuttavia, quando è stato chiesto aiuto per salvare le armi da parte del Maggiore Ernest Wright Alexander (anch'egli per questa azione insignito della Victoria Cross) della 119th Battery, Royal Field Artillery, lui con alcuni volontari, sotto una pioggia di proiettili, ha contribuito a manovrare e spingere le armi fuori dai colpi del fuoco nemico. La motivazione dell'alta onorificenza è stata pubblicata dalla London Gazette il 16 settembre 1914 e recita:
È stato ucciso in azione il 24 maggio 1915 ed è sepolto al Vlamertinghe Military Cemetery, uno dei numerosi cimiteri militari di  Vlamertinge.
La sua medaglia è in mostra oggi presso il museo del reggimento 9th/12th Lancers nel Derby Museum and Art Gallery.

## Polo
Tutti e nove i fratelli Grenfell sono stati dei buoni giocatori di polo, ma Francis e suo fratello Riversdale Grenfell sono stati considerati come i migliori in famiglia. Francis è stato giudicato con un handicap di 8 gol. I due fratelli hanno fatto parte del team Ranelagh che ha vinto l'American Open e del team Freebooters, accanto a Christian Leopold Duncan Jenner e al duca di Roxburghe, che ha vinto la Hurlingham Champions Cop
.